# خیارهای دریایی شاخ‌به‌سر
خیارهای دریایی شاخ‌به‌سر (نام علمی: Psolidae) نام یک تیره از راسته پالوده‌خوارسانان است.